# Теленешты
Телене́шты (также Теленешть; рум. Teleneşti) — город в Молдавии, центр Теленештского района. В состав города входят сёла Михэлаша и Новая Михэлаша.

## История
Есть данные, что Теленешты были заселены ещё во времена даков. Дмитрий Кантемир указывал на существование здесь готского города.
Согласно Спискам населённых мест Бессарабской губернии за 1859 год, Теленешты — владельческое местечко при реке Чулук в 442 двора. Население составляло 2348 человек (1133 мужчины, 1215 женщин). Местечко входило в состав Оргеевского уезда Бессарабской губернии. Имелись четыре еврейских школы, одна православная церковь, базары через две недели.
Помимо местечка Теленешты, поблизости располагались Старые Теленешты — владельческое село при колодцах в 65 дворов с 421 жителем (216 мужчин, 205 женщин). По данным справочника «Волости и важнейшие селения Европейской России» за 1886 год, Старые Теленешты — административный центр Теленештской волости Оргеевского уезда. Позже село вошло в черту современного города.
В Сорокском уезде у деревни Словянка при пруде Глодинор располагалась еврейская земледельческая колония Новые Теленешты, в 23 верстах от Теленешт. В настоящее время населённый пункт не существует.
В 1897 году в Теленештах проживало 4379 жителей, из которых 3876, или 89 %, евреи.
26 августа 1940 года село Теленешты получило статус посёлка городского типа, а в 1994 году — города.

## Население

### Этнический состав
Этнический состав Теленешт по данным переписи 2014 года:
| Этнос         | Количество | Процент |
| ------------- | ---------- | ------- |
| молдаване     | 6889       | 95.32 % |
| русские       | 167        | 2.31 %  |
| украинцы      | 117        | 1.61 %  |
| цыгане        | 1          | 0.01 %  |
| другие народы | 31         | 0.42 %  |
| неизвестно    | 19         | 0.26 %  |
| Всего         | 7227       | 100 %   |

### Языковой состав
Языковой состав Теленешт по данным переписи 2014 года:
| Язык         | Количество | Процент |
| ------------ | ---------- | ------- |
| румынский    | 6852       | 94.81 % |
| русский      | 305        | 4.22 %  |
| украинский   | 7          | 0.09 %  |
| другие языки | 24         | 0.33 %  |
| билингвы     | 39         | 0.53 %  |
| Sume         | 7227       | 100 %   |

## Известные уроженцы
- Нисе Белцер (Спивак) (1824—1906) — кантор и композитор литургической музыки.
- С. Бен-Цион (Симхе-Олтэр Гутман) (1870—1932) — еврейский писатель, журналист и поэт.
- Арсений (Лысов) (1885—1960) — старообрядческий епископ Измаильский.
- Гаина, Валерий Борисович (род. 1956) — советский и американский гитарист стиля хэви-метал.
- Гутман, Нахум (1898—1980) — израильский художник-пейзажист, скульптор, иллюстратор и график, детский писатель, основоположник т. н. палестинского стиля в пейзажной живописи.
- Кауфман, Михаил Петрович (1821—1902) — русский генерал, военный инженер, участник Крымской войны.
- Коган, Беньямин Моисеевич (1915—?) — молдавский педагог и еврейский религиозный деятель, автор учебников молдавского и румынского языков.
- Копров, Ариэль (1913—2007) — еврейский писатель.
- Пинчевский, Михаил Яковлевич (1894—1955) — еврейский поэт, прозаик, драматург.
- Розенталь, Залмен (1889—1959) — бессарабский еврейский писатель и поэт, фольклорист, журналист.
- Розенталь, Лейзер-Дувид (1856—1932) — еврейский прозаик и переводчик, с 1861 по 1918 год жил в Теленештах.
- Рошка, Юрий Иванович (род. 1961) — молдавский политический деятель и журналист.
- Юрьев, Михаил Филиппович (1918—1990) — советский историк-синолог.